# Diplolaemus darwinii
Espèce
Statut de conservation UICN

 LC  : Préoccupation mineure
Diplolaemus darwinii est une espèce de sauriens de la famille des Leiosauridae.

## Répartition
Cette espèce se rencontre en Argentine et au Chili,.

## Étymologie
Cette espèce est nommée en l'honneur de Charles Darwin.

## Publication originale
- Bell, 1843 : Reptiles in Darwin, 1843 : The Zoology of the Voyage of the H.M.S. Beagle, Under the Command of Captain Fitzroy, R.N., During the Years 1832 to 1836. vol. 5, p. 1-51 (texte intégral).